# Jassargus dentatus
Jassargus dentatus är en insektsart som beskrevs av D'urso 1980. Jassargus dentatus ingår i släktet Jassargus och familjen dvärgstritar. Inga underarter finns listade i Catalogue of Life.